# Nationaal park Portofino
Nationaal park Portofino (Italiaans: Parco Nazionale di Portofino) is een nationaal park in Italië (Ligurië). Het park werd opgericht op 10 oktober 2023. Het beslaat de beboste heuvels en baaien van het schiereiland Promontorio di Portofino in de gemeentes Camogli, Portofino en Santa Margherita Ligure. Het nationaal park omvat het in 1935 gestichte regionaal natuurpark Parco regionale di Portofino en ook het sinds 1999 beschermde zeegebied Area naturale marina protetta Portofino.
Abruzzen, Lazio en Molise · Alta Murgia · Appennino Lucano Val d'Agri Lagonegrese· Appennino Tosco-Emiliano· Asinara · Aspromonte · Dolomiti Bellunesi · Foreste Casentinesi, Monte Falterona, Campigna · Cinque Terre · Cilento , Vallo di Diano e Alburni · Circeo · Gargano · Gennargentu en Golf van Orosei · Gran Paradiso · Gran Sasso e Monti della Laga · Maddalena-archipel · Majella · Monti Sibillini · Pantelleria · Pollino · Portofino · Sila · Stelvio-Stilfser Joch · Toscaanse Archipel · Val Grande · Vesuvius